# Alessandro Camon
Alessandro Camon (1963) es un escritor y productor de cine nacido en Padua, Italia, actualmente residiendo en Los Ángeles, California. Camon se graduó en la Universidad de Padua, en la Escuela de Filosofía, y recibió un máster en cine en la UCLA de Los Ángeles.
Camon escribió The Messenger junto al director Oren Moverman. La película ganó el Oso de Plata al mejor guion y el Peace Film Award en el Festival de Cine de Berlín, y el Grand Prize en el Festival de Deauville.
Sus películas como productor incluyen The Cooler, Gracias por fumar y Owning Mahowny.
Camon comenzó su carrera en Italia como crítico de cine. Ha escrito varios libros y artículos sobre cine, en italiano y en inglés, incluyendo un análisis acerca de El padrino.
Es hijo del novelista Ferdinando Camon y la columnista Gabriella Imperatori, y está casado con la productora de cine Suzanne Warren (El último rey de Escocia).

## Premios y distinciones
Premios Óscar
| Año  | Categoría            | Película      | Resultado |
| ---- | -------------------- | ------------- | --------- |
| 2010 | Mejor guion original | The Messenger | Nominado  |